# Wik and the Fable of Souls
Wik and the Fable of Souls é um jogo de computador e XBOX 360. O jogo venceu o Grande Prêmio no Independent Games Festival 2005 na categoria jogos para Download.
Wik é o personagem principal. Wik é um personagem muito engraçado e bem parecido com o Gollum do filme Senhor dos Anéis e deverá saltar muito para conseguir cumprir seus objetivos.

## Fonte
1. ↑  XBox 360 Game Wik and the Fable of Souls Selected as the Downloadable Game of the Year - Xbox 360 News at GameSpot